# BLOM
Pour les articles homonymes, voir Blom.
Le BLOM est un indice boursier de la bourse de Beyrouth composé des 17 principales capitalisations boursières du pays.

## Composition
Au 22 juin 2011, l'indice  se composait des titres suivants:
| Symbole    | Société                             | Poids indiciel | Secteur               |
| ---------- | ----------------------------------- | -------------- | --------------------- |
| BOB LB     | Bank of Beirut                      | 3.18 %         | Finance               |
| BOBPC LB   | Bank of Beirut                      | 0.73 %         | Finance               |
| AUSR LB    | Banque Audi sal- Audi Saradar Group | 17.77 %        | Finance               |
| BEMO LB    | Banque BEMO                         | 0.15 %         | Finance               |
| BOFBBGI LB | Beirut Global Income Fund           | non divulgué   |                       |
| BOFBINF LB | Beirut Interbank Fund               | non divulgué   |                       |
| BOBBLFD LB | Beirut Lira Fund                    | non divulgué   |                       |
| BLC LB     | BLC Bank                            | 0.84 %         | Finance               |
| BLBD LB    | BLOM Bank                           | 38.18 %        | Finance               |
| BYB LB     | Byblos Bank                         | 6.08 %         | Finance               |
| BYBPR LB   | Byblos Bank                         | 0.35 %         | Finance               |
| CBB LB     | Ciment Blanc                        | 0.18 %         | Matériaux             |
| CBN LB     | Ciment Blanc                        | 0.05 %         | Matériaux             |
| HOLC LB    | Holcim Liban                        | 3.32 %         | Matériaux             |
| RYM LB     | Rasamny Younis                      | 0.29 %         | Consommation cyclique |
| SOLA LB    | Solidere                            | 17.52 %        | Immobilier            |
| SOLB LB    | Solidere                            | 11.37 %        | Immobilier            |